# Сольфатара
Сольфатара (Solfatara) — дрімаючий вулкан на півдні Італії поруч із містом Поццуолі, біля Неаполю.

## Назва
Походить від італ. solfo — сірка.

## Вулканічна діяльність
Вулкан виділяє сірчистий, сірководневий газ та водяної пари із сольфатар на стінках і дні кратера, його схилах, з лавових і пірокластичних потоків, а також в зоні глибинних розломів. Сольфатари є сірчистими фумаролами з температурою газів від 90 до 300 °С. Навколо сольфатар вулкану утворюються нальоти червоного або жовтого (від сірки) кольору.
Вчені вважають, що останнє виверження цього вулкана в Європі, що відбулося 39 тис. років тому, призвело до вимирання неандертальців.

## Історія
Перша згадка про вулкан зустрічається у Страбона (66 до н. е. — 24 н.е) в книзі «Географія».
З часів Римської імперії тут видобували каолініт, сірку.
Яскраві хімічні речовини, що виходять з тріщин, були джерелом для народної медицини. В Середні віки тут розміщувалися відомі лазні на Флегрейських Полях. Після того як таблоїд The Sun опублікував інформацію, що сірководень з фумарол діє на організм як віагра, біля вулкану було організовано кілька секс-кабін.
Земля Сольфатари знаходиться у приватній власності. Зараз на території вулкану організовані екскурсії.
У вересні 2017 року під час екскурсії під землю провалилася і загинула сім'я з 3-х осіб.

## Галерея

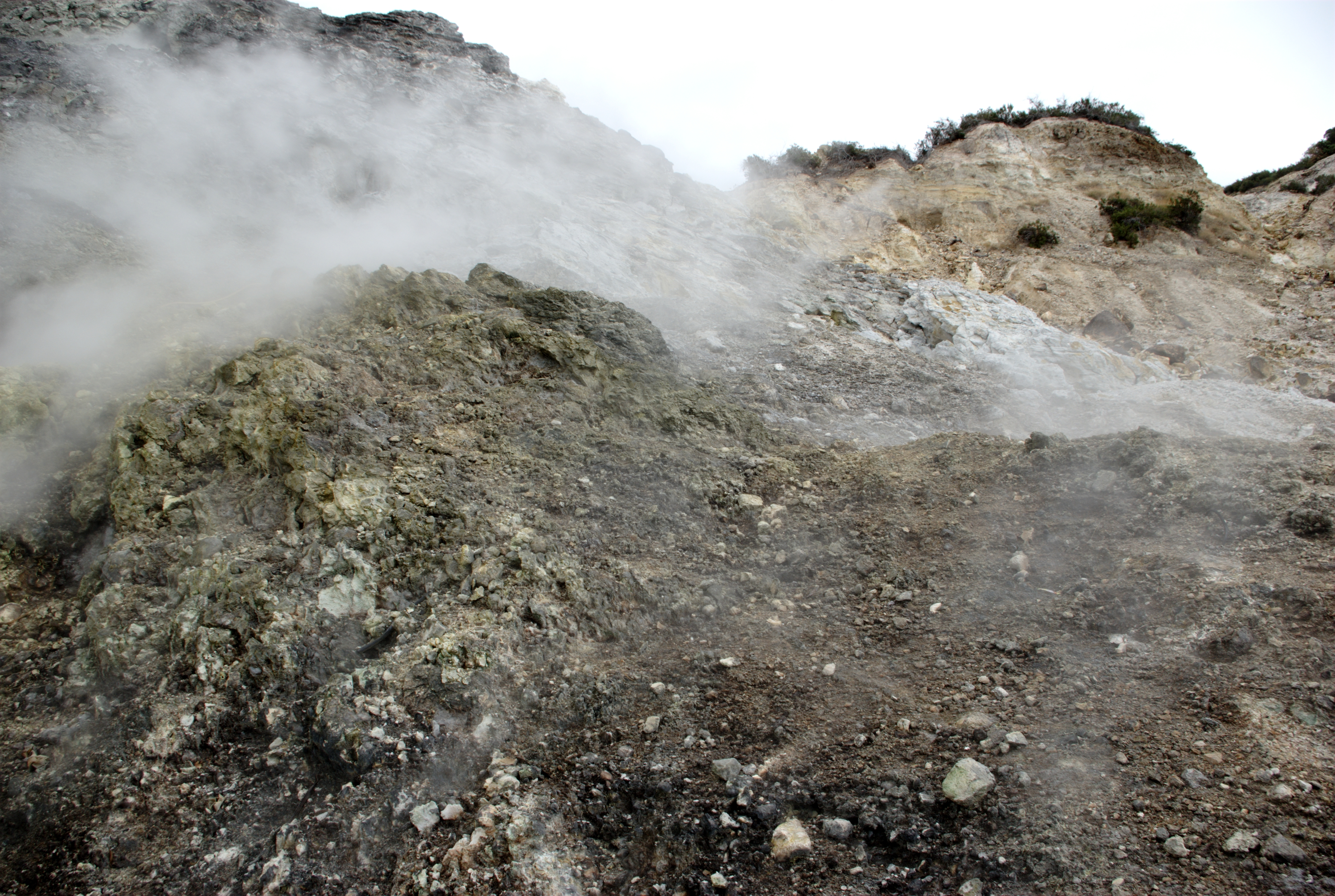
Пара на схилах
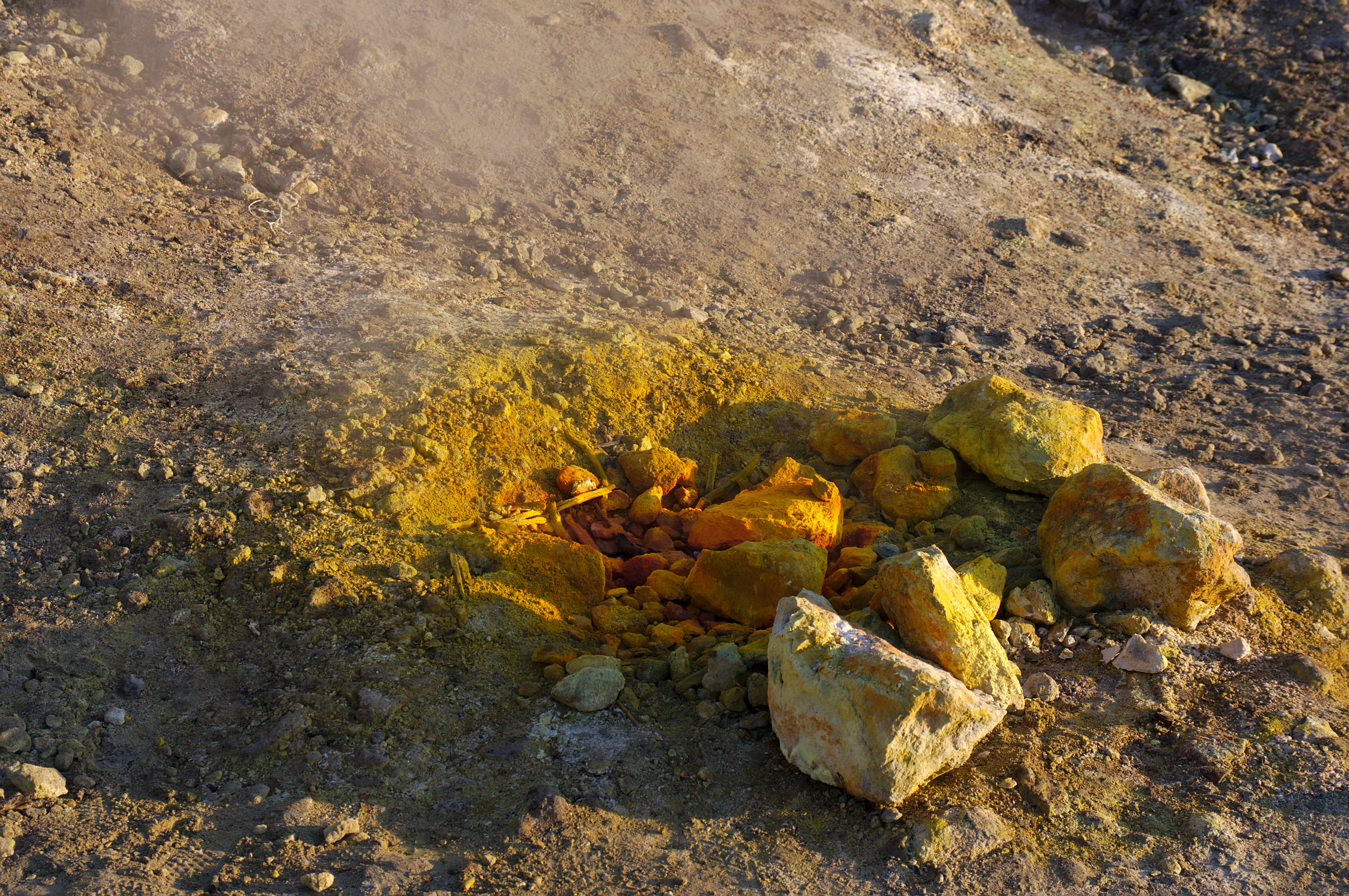
Фумарола
- Відео фумароли
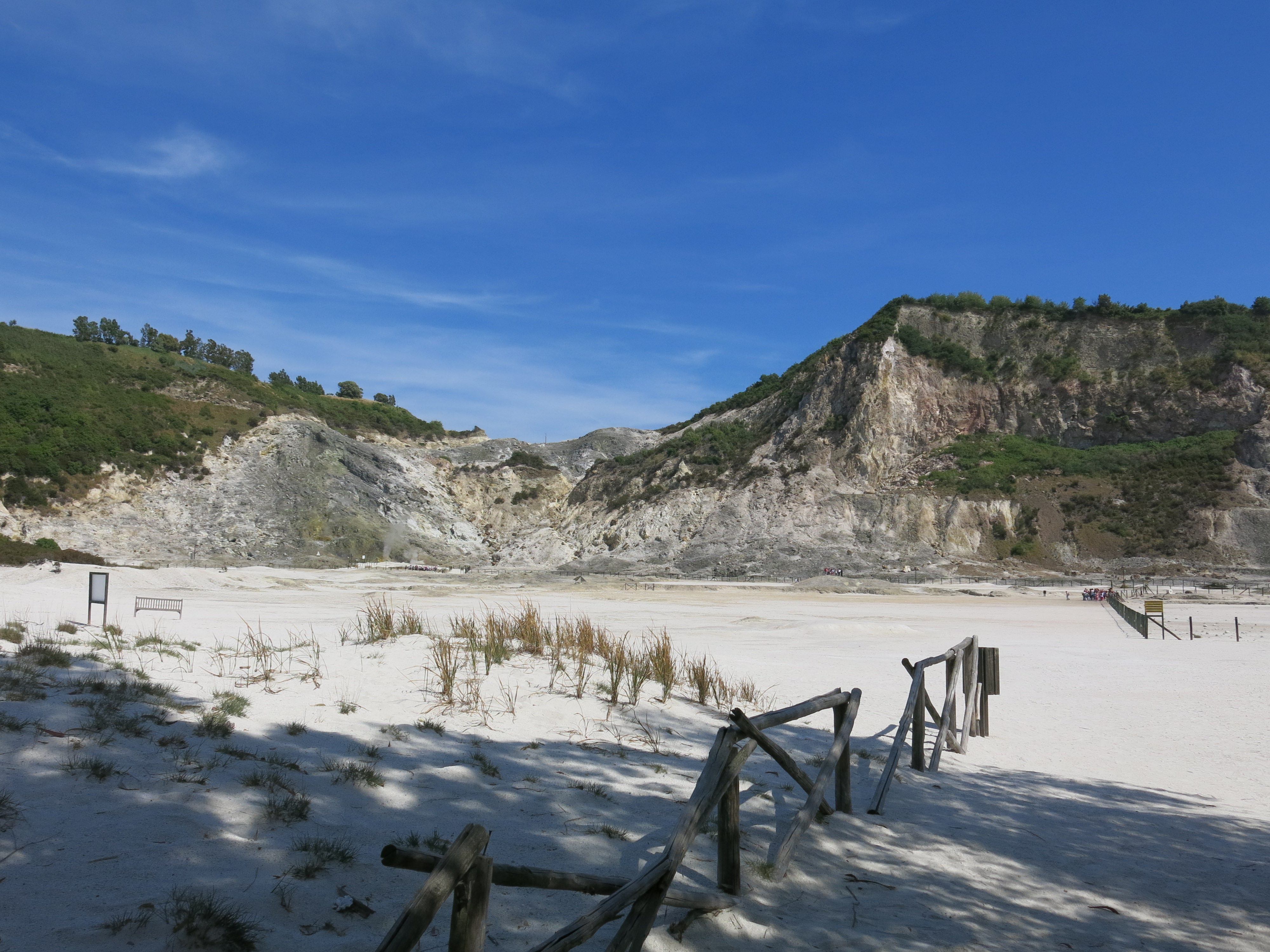
Частина кратера